# 資延敏雄
資延 敏雄（すけのぶ びんゆう、1922年（大正11年）5月3日 - 2014年（平成22年）3月12日）は、高野山真言宗の僧。管長。金剛峯寺411世座主。高野山大学卒業。北海道深川市出身。

## 生涯
1922年（大正11年）、北海道深川市の真言寺に生まれる。1935年（昭和10年）、同寺にて乃村龍澄師（第55世大覚寺門跡）に従い剃髪得度。1949年（昭和24年）に高野山大学卒業。
北海道旭川市の金峰寺住職を経て、2002年（平成14年）から2006年（平成18年）まで金剛峯寺第411世座主と高野山真言宗の管長を務めた。
2014年（平成22年）3月12日、心不全のため死去。享年91。